# Pilosella solacolui
Pilosella solacolui là một loài thực vật có hoa trong họ Cúc. Loài này được S.Bräut. & Greuter mô tả khoa học đầu tiên năm 2007.